# Roza Rymbajeva
Roza Kuanškyzy Rymbajeva, kazašsky Роза Қуанышқызы Рымбаева (* 28. říjen 1957) je kazašská zpěvačka populární hudby. Je jednou z nejpopulárnějších zpěvaček v Kazachstánu, známa je i v zemích bývalého SSSR a v Turecku.

## Životopis
V letech 1976–1979 zpívala se skupinou Gulder, později se vydala na sólovou dráhu. Roku 1977 vyhrála hudební festival v polských Sopotech, o dva roky později festival v tureckém Istanbulu, roku 1983 na Kubě (Gala-83). Roku 1982 hrála v československo-sovětské filmové komedii Zdeňka Podskalského Revue na zakázku. Film se promítal mimo ČSSR též pod názvem Sbohem, Medeo (До свидания, Медео), neboť se z velké části odehrál v kazašském sportovním areálu Medeo. V roce 1983 vydala v Československu (v Supraphonu) desku nazvanou Výlet do zlaté stepi.
Roku 1986, v 28 letech, jí byl udělen titul národní umělkyně Kazachstánu. Dva roky předtím byla vyhlášena zasloužilou umělkyní Uzbekistánu, v roce 2000 pak získala analogický titul v Kyrgyzstánu.